# Piacenza Associazione Calcio Femminile 1981
Questa voce raccoglie le informazioni riguardanti il Piacenza Associazione Calcio Femminile nelle competizioni ufficiali della stagione 1981.

## Rosa
| N. |                   | Ruolo | Calciatrice          |
| -- | ----------------- | ----- | -------------------- |
| 1  | Italia (bandiera) | P     | Liana Sacchetti      |
| 1  | Italia (bandiera) | P     | Giannina Bugatti     |
| 4  | Italia (bandiera) | D     | Rosanna Azzola       |
| 3  | Italia (bandiera) | D     | Roberta Ballotta     |
| 2  | Italia (bandiera) | D     | Antonella Pelloni    |
| 5  | Italia (bandiera) | C     | Maria Luisa Cappelli |
| 6  | Italia (bandiera) | C     | Antonella Malaguti   |

| N. |                   | Ruolo | Calciatrice          |
| -- | ----------------- | ----- | -------------------- |
| 7  | Italia (bandiera) | C     | Luciana Meles        |
| 8  | Spagna (bandiera) | C     | Vicenta Font-Pubill  |
| 10 | Italia (bandiera) | A     | Stefania Bandini     |
| 7  | Italia (bandiera) | A     | Elisabetta Bavagnoli |
|    | Italia (bandiera) | A     | Monica Chiesa        |
| 11 | Italia (bandiera) | A     | Maria Luisa Maurini  |
| 9  | Italia (bandiera) | A     | Mariella Medri       |

## Fonti
Giornali
- Libertà presso la Biblioteca Comunale “Passerini Landi” di Piacenza.

Libri
- Salvatore Lo Presti, Almanacco del calcio mondiale '88-'89, Torino, S.E.T., 1988,  pp. 261-268.
- Luca Barboni e Gabriele Cecchi, Annuario del calcio femminile 1999-2000,  Mariposa Editrice - Fornacette (PI) - novembre 1999.